# Diourbel
Diourbel es una de las principales ciudades de Senegal, situada en el interior del país, a unos 150 km al este de la capital Dakar. El nombre tradicional de la ciudad es Ndiarem. Es capital del departamento y la región homónimas.

## Historia
Durante el periodo precolonial, la ciudad fue la residencia del Teigne, título de monarca del Reino de Baol (en wólof: Bawol o Bawal), en el que se engloban otros asentamientos como Touba y Mbacké. Uno de los lugares religiosos de la ciudad es la Gran Mezquita de Diourbel (en francés: Grande Mosquée de Diourbel), construida entre 1916 y 1914 por el jeque Ahmadu Bamba, que contiene ciertos elementos arquitectónicos de las mezquitas que se construyeron durante la administración francesa de Senegal, además de tomar inspiración en la arquitectura de mezquitas islámicas tradicionales, entre ellas la Mezquita Azul situada en Estambul, Turquía.
Entre 1930 y 1931, los mourides construyeron un ferrocarril de Diourbel a Touba, financiado por los jeques, cuya finalidad era facilitar el transporte de materiales para la construcción de la Gran Mezquita.

## Ciudades hermanadas
- Aviñón, Francia[5]